# Battaglia di Pyongtaek
La battaglia di Pyongtaek (in lingua coreana: 평택 전투) fu uno scontro verificatosi nella città di Pyeongtaek tra le forze statunitensi e l'esercito nordcoreano il 6 luglio 1950, nel contesto della guerra di Corea.
L'alto comando degli Stati Uniti incaricò la 24th Infantry Division di ritardare l'avanzata nordcoreana verso sud affinché l'esercito alleato potesse riorganizzarsi dopo la sconfitta conseguita nella Battaglia di Osan del giorno precedente. La forze statunitense si divisero stanziandosi nelle città di Pyongtaek e di Anseong, nella speranza di sorprendere, tramite una manovra a tenaglia tra le montagne circostanti e il Mar Giallo, l'esercito nemico.
A causa di alcuni problemi logicistici e comunicativi, le forze stanziate ad Anseong furono costrette a ritirarsi prima ancora che si scontrassero con le truppe nordcoreane, lasciando la città di Pyongtaek scoperta. La mattina del 6 luglio, le truppe ivi stanziate si scontrarono contro quelle comuniste e, dopo un breve combattimento, non essendo in grado di respingerle o resistere ai loro attacchi, si ritirarono in maniera disorganizzata verso Cheonan.

## Antefatti

### Lo scoppio della guerra e l'intervento delle forze americane
La notte del 25 giugno 1950, 10 divisioni dell'esercito nordcoreano lanciarono un'invasione su vasta scala contro la neonata Repubblica di Corea. Le forze comunista, composto da circa 89.000 uomini, colsero l'esercito della Repubblica di Corea, il quale invece contava appena 38.000 soldati, completamente imperito, disorganizzato, mal equipaggiato e impreparato alla guerra. Numericamente superiori, le forze nordcoreane annientarono con facilità la resistenza opposta dall'esercito nemico, avanzando in maniera costante nel sud della penisola. A questo punto, la maggior parte delle armate sudcoreane si era ritirata verso la città portuale di Busan, ove anche la sede del governo era stata temporaneamente traferita, mentre il 28 giugno, tre giorni dopo l'inizio dell'invasione, l'esercito della Corea del Nord era riuscito a conquistare la capitale Seul.
Il Consiglio di sicurezza delle Nazioni Unite, su proposta dell'ambasciatore statunitense, votò all'unanimità (in quel momento mancava il rappresentante dell'URSS, assente per protesta contro l'assegnazione del seggio cinese al governo di Taiwan e non alla Cina comunista di Mao Zedong)  per l'invio di truppe al sostegno del paese invaso. Il presidente degli Stati Uniti Harry S. Truman ordinò immediatamente il trasferimento dell'esercito americano nei territori ancora controllati dalla Corea del Sud. Infatti, le prime forze statunitensi che raggiunsero il paese invase furono quelle che fin dalla conclusione della seconda guerra mondiale erano state stanziate in Giappone. In quel momento, la divisione più vicina alle coste sudcoreane era la 24th Infantry Division sotto il comando del generale William Frishe Dean, la quale, tuttavia, divisione era estremamente mal equipaggiata e non adeguatamente fornita di un armentario aggiornato. Nonostante tali condizioni, il comando generale degli Stati Uniti ordinò alla 24th Infantry Division di prestare aiuto militare alle truppe in Corea del Sud.

### Battaglia di Osan
Un battaglione della 24th Infantry Division fu immediatamente traferito in Corea tramite l'uso degli aerei Douglas C-54 Skymaster affinché bloccasse rapidamente l'avanzata delle forze nordcoreane, mentre il resto della divisione arrivò sulla penisola coreana più lentamente tramite nave. Il battaglione scelto per rallentare le truppe comuniste fu il 1º Battaglione del 21º reggimento di fanteria, il quale fu selezionato poiché il suo comandante, il tenente colonnello Charles B. Smith, si era particolarmente distinto durante la seconda guerra mondiale nella battaglia di Guadalcanal. Il 5 luglio, Smith ingaggiò, insieme alle sue truppe, l'esercito nordcoreano nella battaglia di Osan, la quale, nonostante si concluse con una sconfitta e la ritirata delle truppe statunitensi, vide le forze americane bloccare per sette ore 5.000 uomini dell'armata nemica.
Dopo gli esiti della battaglia di Osan, il 1° e 3° battaglione del 34° reggimento di fanteria vennero inviati, servendosi delle ferrovie del posto, da Busan a Pyongtaek, piccola città situata a 16 km a sud di Osan. A quel punto, il 3° battaglione occupò la città di Anseong; infatti, l'ordine dato ai due battaglioni fu quello di formare una linea difensiva per bloccare qualsiasi divisione nordcoreana tramite una manovra a tenaglia. Per quanto, invece, riguardava il terreno, a est della linea di difesa si dipanavano diverse montagne, mentre un'insenatura del Mar Giallo la interrompeva a ovest.
Tuttavia, le truppe statunitense, specialmente il 1° battaglione, versavano in condizioni assai critiche e non erano assolutamente preparate a uno scontro con l'esercito nemico. Mancavano, infatti, completamente i carri armati e i cannoni anticarro, essenziali per abbattere i cingolati nordcoreani. La carenza di equipaggiamento ostacolò, difatti, enormemente le azioni militari dell'intera divisione. L'artiglieria era praticamente inesistente, mentre le apparecchiature di comunicazione, le armi e le munizioni scarseggiavano ed erano rare da trovare. La maggior parte delle radio a disposizione della divisione non funzionava e anche i telefoni erano pressoché assenti. Insomma, il 1° e 3° battaglione erano de facto impossibilitati a comunicare con i propri superiori. La divisione non possedeva alcun carro armato, inoltre, una delle poche armi in grado di distruggere i T-34 nordcoreani, gli High-explosive anti-tank, erano stati forniti in scarsa quantità.
Il nuovo comandante del 1° battaglione, il tenente colonnello Ayres, a causa della difficoltà nelle comunicazioni, ricevette informazioni errate che lo portarono a ritenere che le truppe coreano fossero mal addestrate e mal equipaggiate. Ayres, allora, fece avanzare di 3,2 km da Pyongtaek il proprio battaglione battaglione, stanziandolo su delle colline erbose e e delle risaie in attesa dell'esercito nordcoreano. I soldati del 1° battaglione erano estremamente mal equipaggiati. Erano dotati infatti soltanto di fucili M1 Garand, con 100 colpi circa per ciascun soldato, e poche razioni C. Ogni plotone disponeva soltanto una mitragliatrice Browning M2, mentre non vi erano granate di alcun genere o armi pesanti con cui distruggere gli autocarri nordcoreani.

## La battaglia

### Primi scontri
Una squadra di ricognizione fu inviata a nord la sera del 5 luglio e avvistò alcuni carri armati nordcoreani muoversi a sud di Osan. La squadra di ricognizione tentò di distruggere un cingolato nemico situato vicino al villaggio di Sojong, ma l'operazione, che portò alla morte di un soldato statunitense, non ebbe successo e il manipolo ripiegò verso Pyongtaek. Dopo che tornarono al posto di comando del 1° battaglione e raccontarono quanto accaduto, riportarono che le truppe nordcoreane non erano affatto mal equipaggiate al tenente colonnello Ayres, il quale tuttavia ritenne che le informazioni riportate dalla squadra di ricognizione non fossero accurate, continuando a credere che l'esercito nemico non fosse pronto alla battaglia. Nel frattempo, il generale George B. Barth, ordinò al 1° battaglione di resistere il più a lungo possibile contro l'esercito nordcoreano, sottolineando che il loro obbiettivo non era quello di attaccare per primi, ma bensì di difendere la propria postazione evitando di essere circondati. A questo punto, Barth si recò ad Anseong presso il comando del 3° battaglione, guidato dal colonnello Jay B. Lovless, al quale ordinò di spostare il battaglione verso sud, nella città di Cheonan. Il generale Barth credeva, infatti, che sarebbe stato più utile sorprendere i Nordcoreani, dopo che avrebbero già combattuto a Pyongtaek, nuovamente anche a Cheonan. In questo modo, le truppe nemiche sarebbero state ulteriormente rallentante, permettendo all'esercito statunitense di dispiegare i propri uomini sulla penisola in tempo per un pesante contrattacco. Tuttavia, egli conosceva anche bene le condizioni molto critiche in cui versava il 1° battagliano e, per tale motivo, ordinò alla Compagnia L del 3° battaglione di unirsi alla porzione di esercito stanziata a nord di Pyongtaek. Ciononostante, tale ordine non venne mai eseguito, poiché, a causa di alcuni problemi con le comunicazioni, la Compagnia L si diresse insieme al proprio battaglione verso Cheonan.

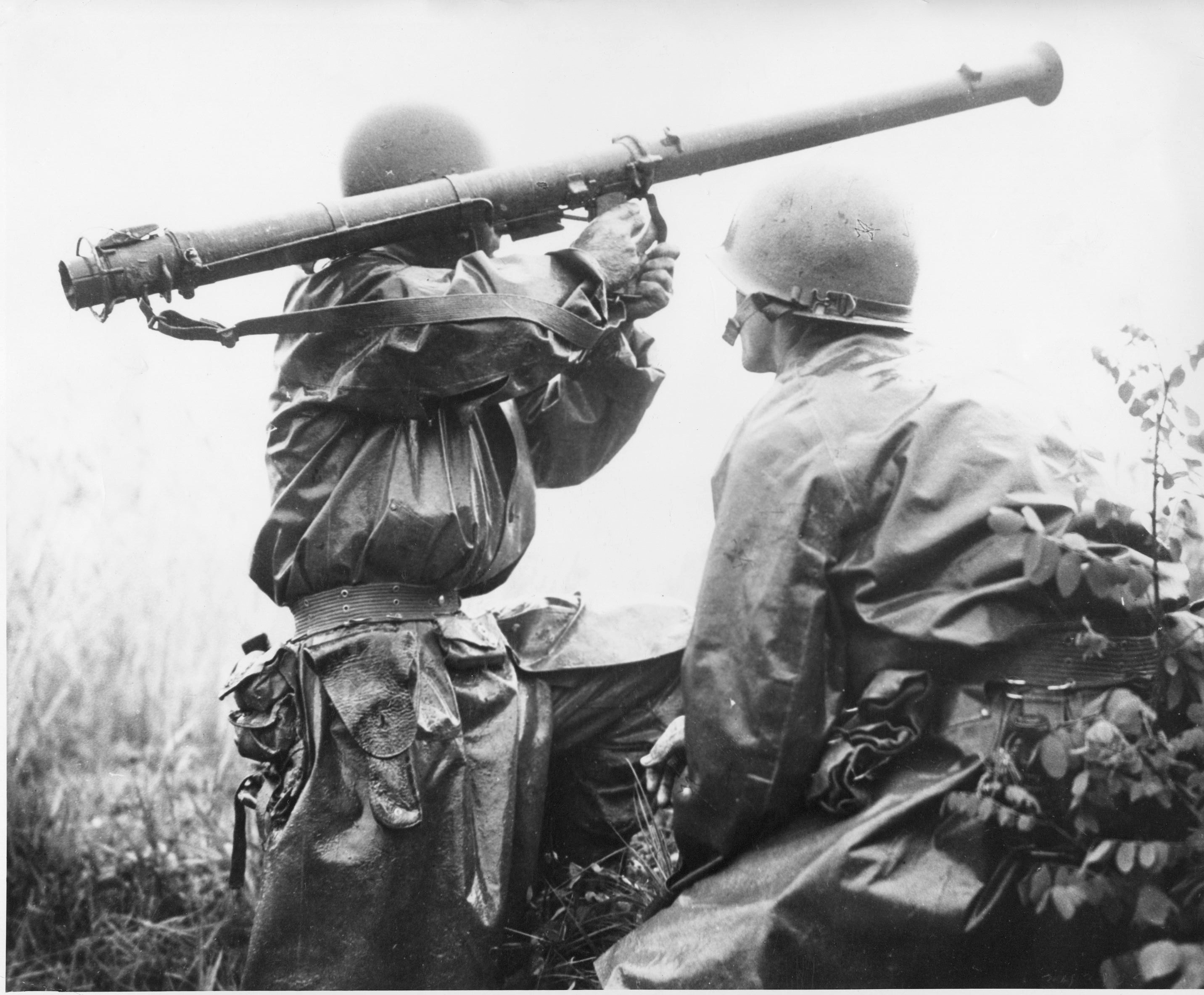
Un soldato americano (Robert L. Witzig) con un bazooka da 2,36 pollici si prepara a prendere di mira un carro armato nordcoreano nella battaglia di Pyongtaek. Alla sua destra il commilitone Kenneth R. Shadrick, che in seguito fu indicato come il primo caduto statunitense nella guerra di Corea.

Dopo aver respinto l'esercito statunitense nella battaglia di Osan, le forze nordcoreane, sotto il comando del generale Lee Kwon-mu e forti di ben 12.000 uomini e di diverse dozzine di carri armati, avanzarono verso Pyongtaek, seguendo la strada principale che la collega a Osan. Barth, che si era recato presso il comando del 1° battaglione, ordinò alle 03:00 del mattino del 6 luglio di abbattere un piccolo ponte a nord della loro posizione al fine di rallentare ancora di più le truppe nemiche.

### Attacco nordcoreano
Pioggia e nebbia furono intense per tutta la mattinata del 6 luglio e dunque la visibilità era estremamente limitata e scarsa. Poco dopo l'alba, 13 T-34 nordcoreani con dietro due colonne di fanteria furono avvistati dagli Americani fermi al ponte che avevano distrutto quella stessa notte. Tuttavia, a causa della pessima visibilità, le forze statunitensi, inizialmente, ritennero che quelli fossero i dispersi della squadra di ricognizione inviata il giorno precedente, fino a quando non si resero conto che le truppe che si stavano schierando erano numericamente molto consistenti. Dopo essersi preparati ad attaccare i Nordcoreani, i quali non si erano accorti della loro presenza, Il comandante del battaglione ordinò di sparare un colpo di mortaio sulle truppe nemiche. Le due colonne di fanteria si dispersero, mentre il carro armato che apriva la fila iniziò a sparare, mirando sulla Compagnia A. Ado ogni modo, il mortaio statunitense avevo distrutto soltanto un camion, tuttavia, dopo che un T-34 nordcoreano uccise colui che lo ricaricava, nessuno, nella confusione, prese il posto di quest'ultimo, ponendo di fatto fine all'uso dell'artiglieria. A questo punto, le forze nordcoreane iniziarono immediatamente ad avanzare verso la Compagnia A, i cui membri, tuttavia, non furono in grado di rispondere efficacemente al fuoco. Infatti, molte delle armi in dotazione erano mal funzionati e i proiettili erano pochi. Per diversi minuti, invero, solo gli ufficiali poterono rispondere al fuoco nemico, mentre nel frattempo il resto dei soldati rimaneva nascosto nelle trincee scavate i giorni precedenti. Dopo quindici minuti, la Compagnia B fu in grado di supportare la Compagnia A, aprendo il fuoco sulle truppe comuniste, tuttavia, queste ultime erano ormai riuscite ad avanzare in profondità, raggiungendo quasi la posizione dove lo stesso battaglione si era stanziato.

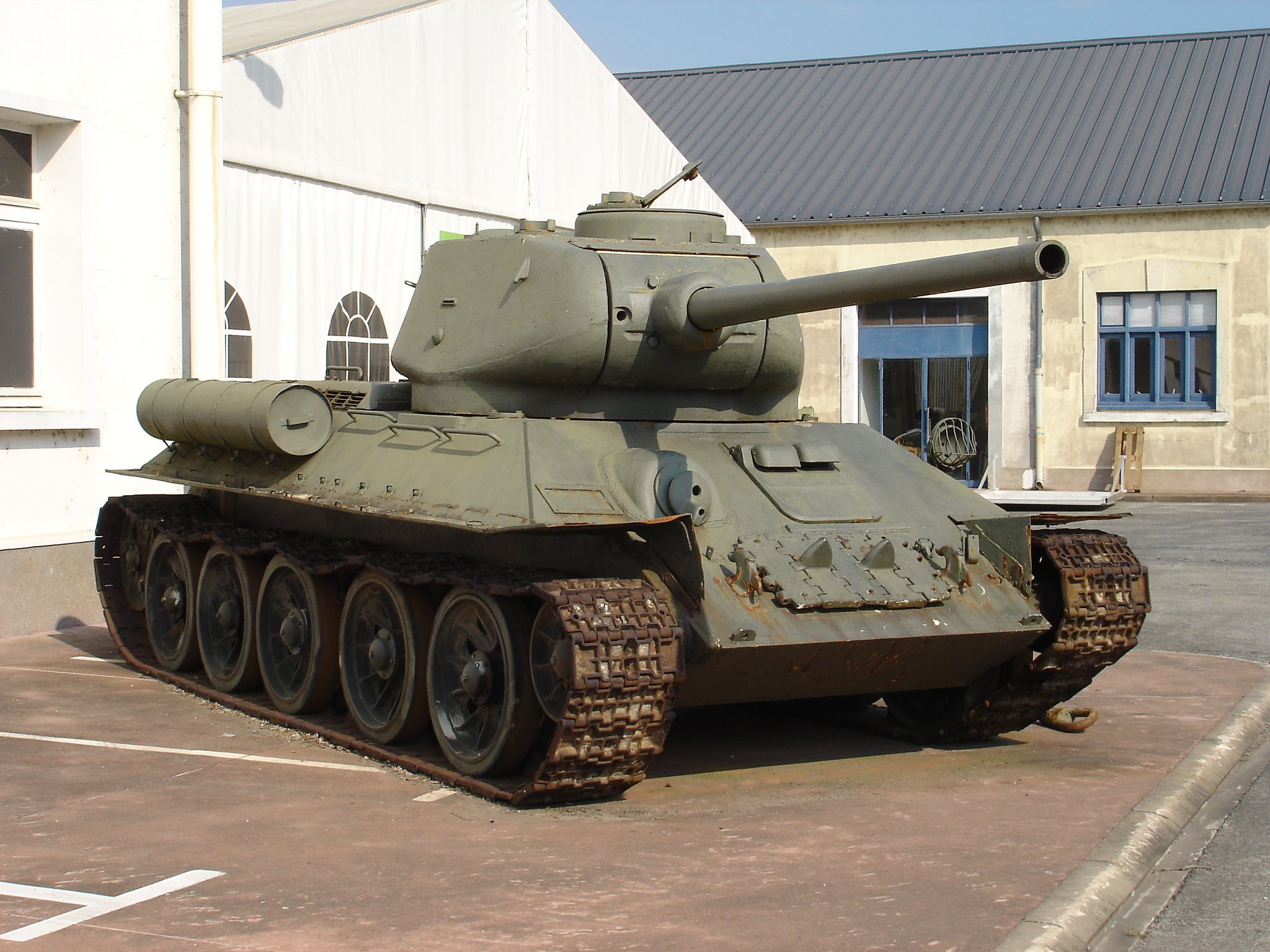
T-34 nordcoreano esposto in un museo della guerra. Durante la battaglia di Pyongtaek, ne erano presenti 12.

A questo punto, i soldati nordcoreani, avanzando con rapidità, iniziarono ad accerchiare le Compagnie A e B e, dopo appena 30 minuti dall'inizio della battaglia, entrambe le unità ricevettero l'ordine di ritirarsi in maniera ordinata, un plotone alla volta. La compagnia C, ad esempio, i cui membri erano tenuti di scorta, riuscì a ritirarsi come era stato ordinato, senza neanche dover ingaggiare l'esercito nemico. Invece, la Compagnia A, la quale era maggiormente sotto attacco, tentò, come era stato ordinato, una ritirata graduale, tuttavia, questa divenne rapidamente disordinata, poiché i soldati, non capendo dove dover fuggire, scapparono verso una collina vicina, dalla quale le mitragliatrici nordcoreane riuscirono a colpirli, uccidendoli quasi tutti. Vedendo i compagni morire in quel modo, il panico si impossessò rapidamente di molti soldati, i quali iniziarono a fuggire oltre i punti di raccolta designati, raggiugendo addirittura la stessa Pyongtaek; altri, spaventati dai continui colpi di mitragliatrice, rimasero nelle loro trincee e furono catturati dalle forze nordcoreane. Complessivamente, un quarto del 1° battaglione venne ucciso e molti furono i dispersi o catturati. Nella caotica ritirata, le truppe statunitensi abbandonarono una lunga scia di munizioni, elmetti, impermeabili e in generale del loro equipaggiamento.

### Ritirata americana
Il battaglione, ormai senza guida e completamente disorganizzato, si raggruppò a Pyongtaek. Gli ingegneri militari rimasti riuscirono a demolire il ponte nord della città, rallentando l'avanzata nordcoreana. A quel punto, i rimanenti soldati del 1° battaglione iniziarono una lunga marcia verso Cheonan per ricongiungersi col 3° battaglione. Sebbene l'esercito americano avesse in dotazione alcune jeep e alcuni camion, per diversi uomini la ritirata dovette avvenire a piedi, il che stancò ulteriormente le truppe.
I soldati, il cui equipaggiamento era ormai assente, non tentarono più di rallentare l'esercito nemico e non furono nemmeno in grado di comunicare con le altre unità statunitensi, dal momento che le loro apparecchiature radio erano andate perse durante la caotica ritirata. Inoltre, mentre il battaglione stava marciando, un aereo americano mitragliò accidentalmente una colonna di soldati, ferendo gravemente una recluta sudcoreana e demoralizzando ancora di più l'esercito americano sconfitto. Infatti, a causa delle difficoltà nelle comunicazioni, l'aereo aveva ritenuto che si trattasse di un battaglione nordcoreano e non alleato. Il 1° e il 3° battaglione stabilirono una nuova linea difensiva a sud della città di Cheonan già al calar della notte, nonostante molti soldati non avessero più l'equipaggiamento necessario per combattere.

## Conseguenze
Il 1° e il 3° battaglione, stanziati a Cheonan, subiranno, la notte del giorno successivo, una pesantissima sconfitta, nella quale ben 300 soldati americani periranno. La 24th Infantry Division, infatti, avrebbe continuato a combattere battaglie per rallentare l'esercito nordcoreano per altre due settimane, fino a quando non venne quasi completamente annientata nella battaglia di Taejon. Tuttavia, a quel punto, il resto dell'esercito americano sarebbe sbarcato a Busan ormai operativo e pronto a combattere.